# Elecciones locales de Botsuana de 2004
Las elecciones locales de Botsuana de 2004 tuvieron lugar el 30 de octubre del mencionado año, al mismo tiempo que las elecciones generales para la Asamblea Nacional, con el objetivo de renovar los 490 escaños de los catorce concejos municipales y distritales electos, que ejercerían funciones por el período 2004-2009. Se trató de las novenas elecciones de gobierno local que tenían lugar desde la instauración de los concejos electos en 1966, y los octavos desde la independencia de Botsuana.
De cara a los comicios el número de concejales a elegir aumentó considerablemente a 490, el número en el que se mantendría por los siguientes veinte años. En paralelo con los resultados similares en las elecciones nacionales, el Partido Democrático de Botsuana (BDP), gobernante y dominante desde la independencia, obtuvo un triunfo rotundo con el 50,67 % del voto popular y 335 escaños frente al «Pacto» entre el Frente Nacional de Botsuana, el Movimiento de la Alianza de Botsuana y el Partido Popular de Botsuana, que se perfiló como la principal fuerza de la oposición con un 31,49 % de los votos y 146 concejales, y el Partido del Congreso de Botsuana, que logró el 16,27 % de los votos y 32 concejales. Otras fuerzas menores presentaron candidaturas, pero ninguna logró ganar escaños. Los mejores resultados para la oposición fueron en áreas urbanas, mientras que las áreas rurales se mantuvieron fieles al oficialismo. La participación fue del 76,22 % del electorado registrado en circunscripciones efectivamente disputadas.

## Resultados

### Resultado general
|  | 50.67 % |

|  | 26.54 % |

|  | 16.27 % |

|  | 4.98 % |

|  | 1.99 % |

|  | 1.07 % |

|  | 0.01 % |

|  | 0.00 % |

|  | 0.50 % |

|  | 97.96 % |

|  | 2.04 % |

|  | 100.00 % |

|  | 76.22 % |

### Escaños por concejo
| Distrito/Ciudad | BDP     | BNF     | BCP    | BAM   | BPP   | Independientes |
| --------------- | ------- | ------- | ------ | ----- | ----- | -------------- |
| Central         | 127/139 | 4/139   | 6/139  | 1/139 |       | 1/139          |
| Francistown     | 14/16   |         | 2/16   |       |       |                |
| Gaborone        | 11/30   | 16/30   | 3/30   |       |       |                |
| Ghanzi          | 13/20   | 7/20    |        |       |       |                |
| Jwaneng         |         | 7/7     |        |       |       |                |
| Kgalagadi       | 13/22   | 9/22    |        |       |       |                |
| Kgatleng        | 10/23   | 8/23    | 5/23   |       |       |                |
| Kweneng         | 47/66   | 17/66   | 2/66   |       |       |                |
| Lobatse         | 4/12    | 8/12    |        |       |       |                |
| Noreste         | 16/19   |         |        |       | 3/19  |                |
| Noroeste        | 31/46   | 1/46    | 5/46   | 8/46  |       | 1/46           |
| Selebi-Phikwe   | 9/14    |         | 5/14   |       |       |                |
| Sudeste         | 12/20   | 5/20    | 3/20   |       |       |                |
| Sur             | 26/51   | 23/51   | 1/51   |       |       | 1/51           |
| Total           | 335/490 | 105/490 | 32/490 | 9/490 | 3/490 | 3/490          |